# Зрошувач
Зрошувач (рос. ороситель, англ. sprayer, нім. Bewässerungsanlage f) — пристрій (туманоутворювач, форсунка тощо) для розпилення води, який використовується у гірничій практиці з метою пилопригнічення (див. зрошення).
За формою факелу зрошувачі поділяються на насадки, парасолькові, конусні, плоско-струменеві. Зрошувачі характеризуються величиною кута факелу. В залежності від носія енергії, яка витрачається на диспергування рідини, рудникові зрошувачі бувають механічні і пневматичні.
- Механічні зрошувачі — рідина подається під тиском і диспергується або завдяки нестійкості струменя, або в результаті зустрічі з іншим струменем або з нерухомою пластиною. За принципом дії механічні зрошувачі поділяються на вихрові, ударні і комбіновані.
- Пневматичні зрошувачі іноді називають пневмогідрозрошувачами і туманоутворювачами завдяки можливості отримання крапель надзвичайно малого розміру. Струмінь рідини розбивається на краплини при зіткненні з потоком повітря високої швидкості, який є носієм енергії. Такі зрошувачі використовуються загалом для створення водяних заслонів при вибухових роботах. До рудникових пневматичних зрошувачів належать: ТОН-6, ОП-1, НТУ-2, ВВРШ, АСШУ-М.